# Wanda Sá
Wanda Sá, nota anche come Wanda de Sah, all'anagrage Wanda Maria Ferreira de Sá (San Paolo, 11 luglio 1944), è una cantante brasiliana.

## Biografia

### Primi anni
A solo un mese di età, dalla città natale si trasferì con la famiglia a Rio de Janeiro. A sei anni cominciò ad appassionarsi alla musica, mentre studiava danza, e cinque anni dopo abbandonò il ballo per dedicarsi allo studio della chitarra e alla presenza in prima fila agli spettacoli di bossa nova, assimilandone lo spirito musicale, le linee melodiche e soprattutto gli accordi dei chitarristi sul palco. In seguito fu allieva di Roberto Menescal entrando a far parte nel 1962 del gruppo dei maestri di chitarra nella scuola strumentale che Menescal aveva fondato a Copacabana assieme a Carlos Lyra.

### Carriera
Nel 1962 fu scoperta da Ronaldo Bôscoli che la fece esordire come professionista nella trasmissione televisiva Dois no balanço, a fianco di Tom Jobim e Sérgio Mendes. Due anni dopo partecipò allo spettacolo O fino da bossa che la vide esibirsi assieme a Jorge Ben, Sérgio Mendes, Marcos Valle, Os Cariocas e altri musicisti. Dello stesso anno è il suo primo lavoro discografico, Wanda vagamente; prodotto da Menescal e con i primi arrangiamenti orchestrali di Eumir Deodato, annovera fra i partecipanti Dom Um Romão, Edison Machado, Luís Carlos Vinhas, Tenório Júnior e Sérgio Mendes. Nel disco, la cantante riprende le prime canzoni di Edu Lobo, Francis Hime e Marcos Valle, ed esegue Encontro, di propria composizione. Sérgio Mendes la volle con sé nei Brasil 65, e con il gruppo effettuò un tour statunitense insieme ad altri artisti brasiliani quali Jorge Ben, Rosinha de Valença, Tião Neto e Chico Batera. Nel periodo in cui rimase in terra nordamericana, Wanda Sá incise insieme ai Brasil 65 e registrò per la Capitol Records un album tutto suo intitolato Softly.
Di ritorno in patria, si esibì in spettacoli a fianco di Baden Powell, Vinícius de Moraes, Miéle, Luis Carlos Vinhas e la formazione Bossa Três. Nel 1969, dopo avere sposato Edu Lobo si trasferì col marito negli Stati Uniti, dove incise la versione in inglese del successo Pra dizer adeus, composto da Lobo e da Vinicius de Moraes, che trovò posto nell’album Hot Summer di Paul Desmond. Subito dopo, Wanda Sá troncò la propria carriera, decisa a rivolgere le sue attenzioni alla famiglia.

### Ritorno alla ribalta
Dopo più di un decennio di silenzio, a seguito della separazione da Edu Lobo avvenuta nel 1982 Wanda Sá tornò alla sua originaria vita professionale con l’incisione di Brasileiras, album in coppia con Célia Vaz, e poi con i lavori Eu e a música, registrato assieme a Roberto Menescal, Uma mistura fina, inciso dal vivo, e Estrada Tókio-Rio, che immortala le sue frequenti trasferte in Giappone. Negli anni a seguire produsse opere a fianco di Tom Jobim, Vinicius de Moraes, Marcos Valle e Chico Buarque, e partecipò all’incisione di Revendo amigos della cantante brasiliana Joyce. Assieme ad altri trentasei musicisti, fra i quali Chico Buarque e Djavan, fu sul palco in uno concerto in Angola.
Negli anni 2000, la cantante intercalò incisioni a spettacoli dal vivo. Partecipò fra gli altri ai concerti Bossa Nova in Concert del 2004 assieme a Johnny Alf, João Donato, Carlos Lyra, Roberto Menescal, Leny Andrade, Pery Ribeiro, Durval Ferreira, Eliane Elias, Marcos Valle, Os Cariocas e i Bossacucanova; Bênção Bossa Nova, a fianco di Menescal e Miéle, tenutosi nel 2005. Fece anche un’apparizione nel 2001 al Fare Festival di Pavia affiancata da Roberto Menescal, Marcos Valle e Danilo Caymmi. La sala di registrazione la vide incidere diversi lavori discografici che, assieme a qualche titolo composto dalla cantante, riprendevano composizioni dei musicisti più in evidenza del panorama brasiliano: Torquato Neto, Abel Silva, Martinho da Vila, Ivan Lins, Newton Mendonça, Vinicius de Moraes, Paulo César Pinheiro, Rosalia de Souza, oltre a buona parte di quelli che aveva conosciuto in gioventù e che in molti casi l’avevano accompagnata sul palco o in sala d’incisione. Vi fu spazio anche per Carole King, di cui Wanda Sá interpretò It’s Too Late.
Nel 2006 ha lanciato l'album Bossa do Leblon, al quale ha partecipato Marcos Valle; e l’anno successivo, insieme a Roberto Menescal ha realizzato il DVD Swingueira. Lo stesso Menescal è stato il suo partner sul palco del Modern Sound di Rio de Janeiro, supportata anche da Adriano Giffoni al contrabbasso, Adriano Souza alle tastiere e João Cortez alla batteria, e con Miele in qualità di ospite straordinario. Lo stesso anno ha visto la sua partecipazione allo spettacolo “Bossa e Jazz”, accompagnata da Fernando Merlino al piano e da Dôdo Ferreira al basso.
Ha partecipato nel 2008 allo spettacolo tenutosi sulla spiaggia di Ipanema Bossa Nova 50 anos, a lato di Roberto Menescal, Oscar Castro-Neves, Cris Delanno, Carlos Lyra, Emilio Santiago, lo Zimbo Trio, Leny Andrade, Fernanda Takai, Maria Rita, João Donato, Joyce, Marcos Valle e Patrícia Alvi, Leila Pinheiro e i Bossacucanova. Il 2010 è stato il 46º anniversario del suo lavoro di esordio Wanda Vagamente. Nell’occasione, affiancata da Menescal, ha pubblicato l'album Declaração contenente, fra gli altri, brani di Bena Lobo e Paulo César Pinheiro, di Ronaldo Bôscoli, di Abel Silva. Un altro album di Wanda Sá è stato pubblicato nel 2012: A Galeria do Menescal includeva soltanto brani composti dal chitarrista, molti dei quali scritti con Ronaldo Bôscoli. Nello stesso anno la cantante è stata insieme a Os Cariocas nello spettacolo “Para sempre Tom Jobim'”, ha di nuovo condiviso il palco con il gruppo vocale brasiliano nel 2014 nello show “Wanda Sá e Os Cariocas” realizzato a San Paulo per celebrare i cento anni di Dorival Caymmi, e si è esibita insieme a Marcos Valle per i suoi cinquant’anni di carriera, anniversario per il quale la cantante ha anche realizzato un cofanetto di tre CD dal titolo Bossa Nova – Anos 60.

## Vita privata
Sposata con Edu Lobo nell'aprile 1969, i due si trasferirono per due anni a Los Angeles, negli Stati Uniti d'America. I due sono genitori di Bernardo Lobo, a sua volta cantante e compositore.

## Discografia parziale
- 1964 - Wanda vagamente
- 1965 - In Person at El Matador (Sergio Mendes & Brasil '65)
- 1965 - Softly
- 1965 - Brasil'65. Wanda de Sah Featuring the Sergio Mendes Trio (Wanda Sá e il Sergio Mendes Trio)
- 1992 - Brasil Bossa Nova (Pery Ribeiro, Wanda Sá e Osmar Milito)
- 1994 - Brasileiras (Wanda Sá e Célia Vaz)
- 1995 - Eu e a música (Wanda Sá e Roberto Menescal)
- 1996 - Uma mistura fina (Menescal, Wanda Sá e Miele)
- 1998 - Estrada Tóquio-Rio (Roberto Menescal e Wanda Sá)
- 2000 - Wanda Sá & Bossa Três (Wanda Sá e Bossa Três)
- 2001 - Wanda vagamente
- 2001 - Bossa entre amigos (Wanda Sá, Roberto Menescal e Marcos Valle)
- 2002 - Domingo azul do mar
- 2003 - Wanda Sá com João Donato (Wanda Sá e João Donato)
- 2005 - Swingueira (Wanda Sá e Roberto Menescal)
- 2006 - Bossa do Leblon
- 2010 - Declaração (Roberto Menescal e Wanda Sá)
- 2012 - A Galeria do Menescal (BeBossa, Menescal e Wanda Sá)
- 2014 - Bossa Nova - anos 60
- 2016 - Cá entre nós